# Louis-Edmond Hamelin
Ne doit pas être confondu avec Louis Hamelin.
Pour les articles homonymes, voir Hamelin.
Louis-Edmond Hamelin, né le 21 mars 1923 à Saint-Didace et mort le 11 février 2020, est un écrivain, professeur, linguiste et géographe québécois, connu pour ses travaux sur la nordicité.

## Biographie
Louis-Edmond Hamelin commence ses études à l'Université de Montréal où il obtient en 1945 un baccalauréat latin-grec. Il obtient par la suite une maîtrise en économique de l'Université Laval en 1948, avant d'obtenir un doctorat en géographie de l'Université de Grenoble en 1951.
Dès 1948, Louis-Edmond Hamelin s'est impliqué dans le développement et l'étude du nord québécois. Il s'est également fait défenseur des droits des autochtones, dans une vision du Québec total. En 1961, il fonde le Centre d'études nordiques de l'Université Laval. Spécialiste du nord canadien, son ouvrage Nordicité canadienne (1975) est une œuvre pionnière dans les recherches nordiques. Il fut également nommé recteur de l'Université du Québec à Trois-Rivières (UQTR) poste qu'il occupe entre 1978 et 1983. Du temps où il était directeur fondateur du Centre d'études nordiques Hamelin fut appelé à siéger comme commissaire (député) à la législature des Territoires-du-Nord-Ouest à Yellowknife
Louis-Edmond Hamelin est titulaire d'un doctorat d'État obtenu à l'université Panthéon-Sorbonne en 1975, ayant pour sujet Perspectives géographiques de la nordicité : Nord canadien et Nouveau Québec.
On doit à Louis-Edmond Hamelin plus de 200 néologismes en français, dont un grand nombre ont par la suite été traduits, dont « pergélisol », « nordicité », « hivernité », « glaciel », etc.
On peut le voir dans le documentaire Le nord au cœur : parcours d'un géographe du réalisateur québécois Serge Giguère.

## Honneurs
- 1962 - Membre de la Société royale du Canada
- 1972 - Prix Léo-Pariseau
- 1972 - Médaille Pierre-Chauveau
- 1974 - Officier de l'Ordre du Canada
- 1975 - Prix littéraire du Gouverneur général
- 1976 - Médaille Massey
- 1982 - Médaille Gloire de l'Escolle
- 1982 - Prix Molson
- 1987 - Prix Léon-Gérin
- 1988 - Membre d'honneur étranger de l'Académie des sciences, inscriptions et belles-lettres de Toulouse[4]
- 1994 - Membre de l'Ordre des francophones d'Amérique
- 1994 - Prix Jean-Charles-Falardeau
- 1998 - Grand officier de l'Ordre national du Québec
- 2014 - Prix Hubert-Reeves

## Hommages
La bibliothèque municipale de son village natal, Saint-Didace, porte le nom Louis-Edmond Hamelin.